# IC 4970
IC 4970 је елиптична галаксија у сазвјежђу Паун која се налази на листи објеката дубоког неба у Индекс каталогу.
Деклинација објекта је - 70° 44' 58" а ректасцензија 20h 16m 57,4s. Привидна величина (магнитуда) објекта IC 4970 износи 13,6 а фотографска магнитуда 14,6. IC 4970 је још познат и под ознакама ESO 73-33, VV 297, AM 2011-705, PGC 64415.